# Por ti baby
"Por ti baby"es una canción del grupo de cumbia mexicano-estadounidense A.B. Quintanilla Y Los Kumbia All Starz con la participación del cantante de reguetón panameño Nigga. Fue lanzado el 22 de enero de 2008 como el primer sencillo de su segundo álbum de estudio Planeta Kumbia (2008).

## Remix
Se realizó un remix llamado "Por Ti Baby (Remix Regional Mexicano)". Fue lanzado en la radio pero nunca en CD ni como descarga digital. Se hicieron dos versiones del remix con el mismo ritmo pero con diferentes cantantes. El primero tiene a Ricky Rick y Nigga cantando y el segundo tiene a Ricky Rick y DJ Kane cantando.
- "Por Ti Baby (Remix Regional Mexicano)" (con Nigga)
- "Por Ti Baby (Remix Regional Mexicano)"
- "Por Ti Baby (Live Version)" [4]
- "Por Ti Baby (2020 Live)" [5]

## Listado de pistas
- Descarga digital[6]

1. "Por Ti Baby" (con Flex) – 3:10

## Personal
- Escrito por A.B. Quintanilla III y Luigi Giraldo
- Producido por A.B. Quintanilla III y Luigi Giraldo
- Voz principal de Ricky Rick y Flex
- Voces de fondo de A.B. quintanilla
- Primera remezcla de voz principal de Ricky Rick y Flex.
- Segunda remezcla de voz principal de Ricky Rick y DJ Kane

## Listas musicales
| Lista (2008)                              | Posición |
| ----------------------------------------- | -------- |
| Canciones latinas de Billboard de EE. UU. | 23       |